# Moskwicz 430/432
Moskwicz 430 i 432 (ros. Москвич 430, 432) – radzieckie samochody dostawcze z nadwoziem furgonowym produkowane przez Moskiewską Fabrykę Samochodów Małolitrażowych (MZMA) w latach 1958–1965 (od 1963 w wersji 432).

## Historia i opis modelu 430
Moskwicz 430 był dostawczą wersją samochodu osobowego Moskwicz 407, zunifikowaną częściowo z opracowanym równolegle wariantem kombi Moskwicz 423. Wczesne Moskwicze 430 miały nadwozie oparte na wersji kombi, lecz nie posiadające tylnej pary drzwi bocznych i mające zaślepione blachą okna po bokach przedziału towarowego i w jego tylnych drzwiach. Kształt zaślepionych okien i bocznych rynienek, nawiązujących do linii nadwozia bazowego sedana, był taki sam jak w kombi. Podobnie jak w kombi, ładowność wynosiła 250 kg, a w tylnej ścianie były drzwi otwierane na lewo (ich wadą było wysokie położenie krawędzi dolnej). Od 1960 uproszczono nadwozie furgonu w tylnej części, zastępując zaślepione okna i boczne rynienki dwoma płytkimi prostokątnymi przetłoczeniami bocznych ścian w miejscach okien. 

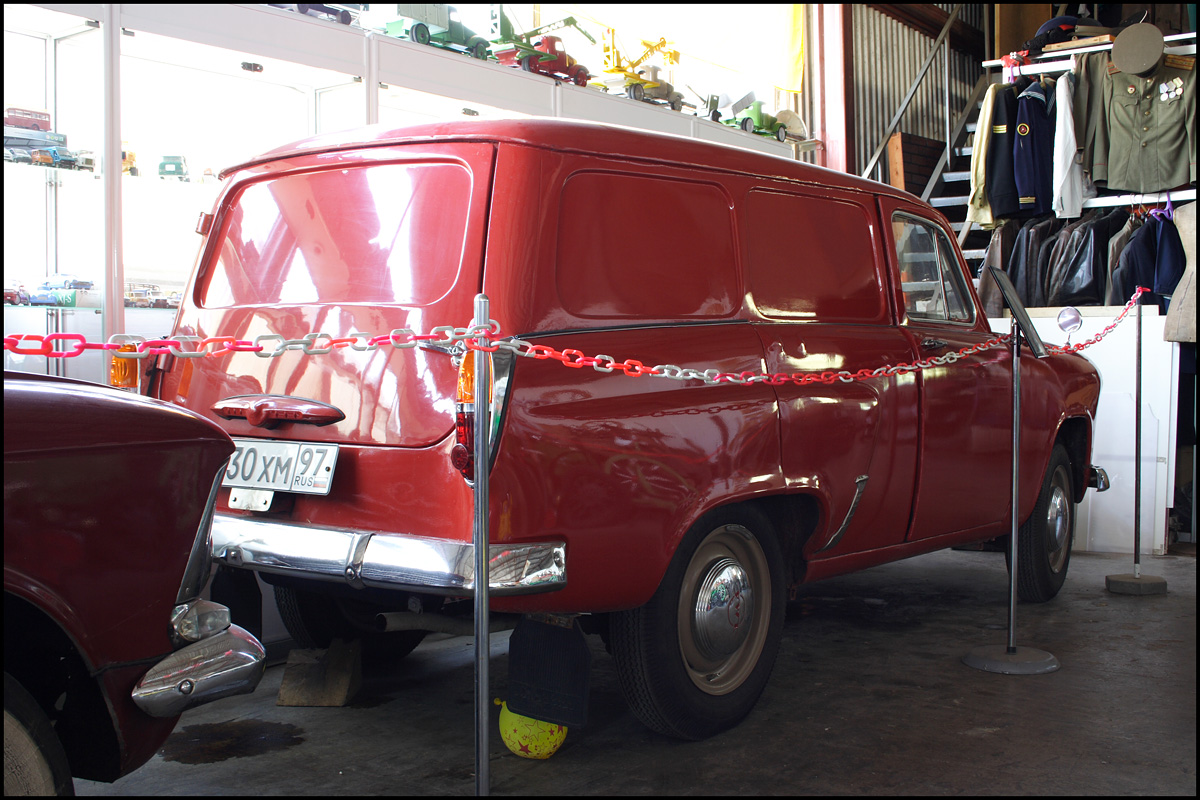
Moskwicz 430 od tyłu (po 1960 r.)

Samochód od początku otrzymał nowy silnik modelu 407, 4-cylindrowy OHC, o pojemności 1358 cm³ i mocy 45 KM. Podlegał dalszym ulepszeniom, podobnie jak bazowy sedan, z wyjątkiem braku dekoracji zewnętrznych. Model 430 produkowany był do 1963. Moskwicz 430 nie był sprzedawany dla prywatnych odbiorców, lecz jedynie dla gospodarki narodowej (państwowe przedsiębiorstwa, uspołeczniony handel i usługi itp.).
W 1960 opracowano prototyp terenowej wersji furgonu Moskwicz 431, opartej na samochodach Moskwicz 410/411, lecz nie weszła ona do produkcji.

## Moskwicz 432
W 1963 model 430 zastąpił Moskwicz 432, odpowiadający "przejściowemu" sedanowi Moskwicz 403. Z modelu 430 przejęto m.in. nadwozie, nieznacznie zmodyfikowany silnik, układ napędowy i zawieszenie tylne, a nowe było przednie zawieszenie, ulepszone hamulce z samoregulującymi się cylindrami i mechanizm kierowniczy z nową kierownicą. Produkowano go do 1965 roku. 
Oprócz bazowej wersji na rynek radziecki, nieróżniącej się praktycznie nadwoziem od późnego modelu 430, produkowano też wersję eksportową 432E (ros. 432Э), odpowiadającą sedanowi 403IE. Wyróżniała się ona nową, powiększoną przednią kratą z kierunkowskazami zachodzącymi na boki błotników i lusterkami wstecznymi na błotnikach, aczkolwiek bez dekoracyjnych listew po bokach. Produkowano też wariant 403Ju dla krajów o gorącym klimacie (od jużnyj – południowy. Nieliczne furgony były przebudowane w warsztatach na wersję pick-up).